# Vitvattrad spindling
Vitvattrad spindling (Cortinarius albovariegatus) är en svampart som först beskrevs av Josef Velenovský, och fick sitt nu gällande namn av Melot 1980. Vitvattrad spindling ingår i släktet Cortinarius och familjen spindlingar.  Arten är reproducerande i Sverige. Inga underarter finns listade i Catalogue of Life.